# Atrichopogon magnus
Atrichopogon magnus är en tvåvingeart som beskrevs av Art Borkent och C. Picado 2004. Atrichopogon magnus ingår i släktet Atrichopogon och familjen svidknott.
Artens utbredningsområde är Costa Rica. Inga underarter finns listade i Catalogue of Life.